# Colgate-Palmolive Masters 1977 - Doppio
Il doppio del Colgate-Palmolive Masters 1977 è stato un torneo di tennis facente parte della categoria Grand Prix.
Bob Hewitt e Frew McMillan hanno battuto in finale 7–5, 7–6, 6–3 Bob Lutz e Stan Smith.

## Tabellone

### Legenda
| - Q = Qualificato - WC = Wild card - LL = Lucky loser | - ALT = Alternate - SE = Special Exempt - PR = Protected Ranking | - w/o = Walkover - r = Ritirato - d = Squalificato |

|  | Semifinali                   | Semifinali                   | Semifinali               | Semifinali | Semifinali |  |  | Finale                   | Finale                   | Finale                   | Finale                   | Finale | Finale | Finale |  |
|  |                              |                              |                          |            |            |  |  |                          |                          |                          |                          |        |        |        |  |
|  | Bob Lutz Stan Smith          | Bob Lutz Stan Smith          | 4                        | 6          | 7          |  |  |                          |                          |                          |                          |        |        |        |  |
|  | Brian Gottfried Raúl Ramírez | Brian Gottfried Raúl Ramírez | 6                        | 3          | 6          |  |  | Bob Lutz Stan Smith      | Bob Lutz Stan Smith      | Bob Lutz Stan Smith      | Bob Lutz Stan Smith      | 7      | 7      | 6      |  |
|  | Bob Hewitt Frew McMillan     | Bob Hewitt Frew McMillan     | Bob Hewitt Frew McMillan | 7          | 7          |  |  | Bob Hewitt Frew McMillan | Bob Hewitt Frew McMillan | Bob Hewitt Frew McMillan | Bob Hewitt Frew McMillan | 5      | 6      | 3      |  |
|  | John Alexander Phil Dent     | John Alexander Phil Dent     | John Alexander Phil Dent | 6          | 6          |  |  |                          |                          |                          |                          |        |        |        |  |